# ОШ „Светозар Марковић” Велика Хоча
ОШ „Светозар Марковић” је основна школа која се налази у насељу Велика Хоча, општина Ораховац. Основана је 1865. године.

## Опште информације
Школа се налази у Великој Хочи, а је почела са радом 1865. године и представља и једна је од прве две световне школе у Метохији, које су установљене захваљујуђи преданом просветитељском раду истакнутих учитеља из Призрена и околине и заступништву руског конзула у Турској, Ивана С. Јастребова  и српских конзула са седиштем у Приштини.
Након оснивања била смештена у просторијама данашњег парохијског дома цркве Светог Стефана и имала је два одељеља. Њен први учитељ био је Алекса Н. из Ђаковице.
Радила је отежано током Првог светског рата, након чега се њен рад стабилизовао, а 1926. године добија и нову зграду у порти цркве Св. Ане. У периоду Другог светског рата школи је силом била наметнута настава на албанском језику. По завршетку рата, отвара се четвороразредна основна школа, поново на српском језику а њен управитељ био је Илија Мицић из Велике Хоче. Године 1952. школа прераста у осмогодишњу а за директора долази Душан Луковић, учитељ из Трстеника.
Школске 1956/57, сепаратистичке снаге које су на овим просторима имале апсолутну власт, укидају више разреде и вештачки отварају осмогодишњу школу у Зочишту, а наредне школске године, виши разреди похађају школу у Ораховцу. Године 1960. школа добија проширење изградњом додатног објекта са три учионице. Од тада просторије парохијског дома Цркве „Светог Стефана“, престају да служе потребама школе.
Школа остаје четворогодишња и ради у саставу ОШ „Вук Караџић“ у Ораховцу, све до осамостаљења 1983. године, на челу са директором Видосавом Чукарићем, када школа поново постаје осмогодишња. Залагањем директора Чукарића, 1985. године до школског дворишта доведена је вода са сеоског извора, званог „Врело“, а 1997. године доведена је и градска вода. У новим историјским приликама, иако у потпуном окружењу без слободе кретања, у потпуној неизвесности 1. септембра, 1999. године, школа је кренула са радом и наставила све до данас, што је значајно утицало да народ остане на својим огњиштима.
У периоду између 1999. и 2006. године, захваљујући умешности директора Видосава Чукарића искористивши бројне донације које су нудиле међународне организације и Република Србија, изграђен је потпорни зид испод Цркве „Свете Ане“, чиме је спречена ерозија земљишта и продужено и ојачано школско игралиште. Године 2006. помоћу средстава која је обезбедио аустријски КФОР, изграђени су савремени тоалети и кабинет за информатику. Изградњом овог објекта, стара зграда из 1926. године и она из 1960. године су спојене у једну целину.
Школске 1998/99. пре доласка Међународне мировне мисије, школа је бројала 140 ученика и 24 ученика припремне наставе, да би 1999/2000. године, након што је један број породица напустио село, број школске деце опао на 105 уч. и 19 уч. припремне наставе.
Школске 2004/05 овај број износи 72 ученика и 11-торо деце у разреду припремне наставе. Школске 2011/2012 школа је бројала 54 ученика и четири ученика у разреду припремне наставе и све до 2015. године школа одржава приближан број и имала до тада 53 ученика.